# Herrarnas BMX vid olympiska sommarspelen 2012
Herrarnas BMX vid olympiska sommarspelen 2012 avgjordes den 8-10 augusti 2012 i London.

## Medaljörer
| Event         | Guld                      | Silver                    | Brons                   |
| Herrarnas BMX | Māris Štrombergs Lettland | Sam Willoughby Australien | Carlos Oquendo Colombia |

## Resultat

### Seedningsomgång
| Placering | Namn                         | Tid    | Noteringar |
| --------- | ---------------------------- | ------ | ---------- |
| 1         | Raymon van der Biezen (NED)  | 37.779 |            |
| 2         | Joris Daudet (FRA)           | 38.221 |            |
| 3         | Twan van Gendt (NED)         | 38.339 |            |
| 4         | Connor Fields (USA)          | 38.431 |            |
| 5         | Andrés Jiménez Caicedo (COL) | 38.445 |            |
| 6         | Sam Willoughby (AUS)         | 38.496 |            |
| 7         | Nicholas Long (USA)          | 38.601 |            |
| 8         | Renato Rezende (BRA)         | 38.628 |            |
| 9         | Quentin Caleyron (FRA)       | 38.637 |            |
| 10        | Marc Willers (NZL)           | 38.687 |            |
| 11        | Māris Štrombergs (LAT)       | 38.697 |            |
| 12        | Liam Phillips (GBR)          | 38.719 |            |
| 13        | Rihards Veide (LAT)          | 38.753 |            |
| 14        | Carlos Oquendo (COL)         | 38.775 |            |
| 15        | David Herman (USA)           | 38.955 |            |
| 16        | Kurt Pickard (NZL)           | 39.057 |            |
| 17        | Khalen Young (AUS)           | 39.304 |            |
| 18        | Manuel de Vecchi (ITA)       | 39.385 |            |
| 19        | Luis Brethauer (GER)         | 39.431 |            |
| 20        | Tory Nyhaug (CAN)            | 39.515 |            |
| 21        | Jelle van Gorkom (NED)       | 39.529 |            |
| 22        | Brian Kirkham (AUS)          | 39.610 |            |
| 23        | Roger Rinderknecht (SUI)     | 39.618 |            |
| 24        | Emilio Falla (ECU)           | 39.737 |            |
| 25        | Morten Therkildsen (DEN)     | 39.738 |            |
| 26        | Ernesto Pizarro (ARG)        | 39.765 |            |
| 27        | Arnaud Dubois (BEL)          | 39.772 |            |
| 28        | Moana Moo Caille (FRA)       | 40.015 |            |
| 29        | Maik Baier (GER)             | 40.231 |            |
| 30        | Sifiso Nhlapo (RSA)          | 40.788 |            |
| 31        | Daniel Caluag (PHI)          | 40.900 |            |
| –         | Edžus Treimanis (LAT)        |        | DNF        |

### Kvartsfinaler

#### Heat 1
| Placering | Namn                        | 1:a loppet | 2:a loppet | 3:e loppet   | 4:e loppet | 5:e loppet   | Totalt | Noteringar |
| --------- | --------------------------- | ---------- | ---------- | ------------ | ---------- | ------------ | ------ | ---------- |
| 1         | Raymon van der Biezen (NED) | 37.974 (1) | 38.269 (1) | 38.392 (1)   | Advanced   | Advanced     | 3      | Q          |
| 2         | Edžus Treimanis (LAT)       | 40.130 (4) | 52.014 (6) | 38.572 (2)   | Advanced   | Advanced     | 12     | Q          |
| 3         | Quentin Caleyron (FRA)      | 42.560 (7) | 41.336 (5) | 1:04.609 (5) | 39.162 (1) | 38.489 (1)   | 19     | q          |
| 4         | Khalen Young (AUS)          | DNF (8)    | 39.189 (2) | 39.456 (3)   | 39.484 (2) | 1:04.756 (4) | 19     | q          |
| 5         | Morten Therkildsen (DEN)    | 40.789 (6) | 39.788 (4) | 39.896 (4)   | 40.160 (4) | 39.104 (2)   | 20     |            |
| 6         | Emilio Falla (ECU)          | 39.602 (3) | DNF (8)    | 1:31.130 (6) | 39.756 (3) | 41.793 (3)   | 23     |            |
| 7         | Kurt Pickard (NZL)          | 40.200 (5) | 39.539 (3) | DNF (7)      | DNS (8)    | DNS (8)      | 31     |            |
| 8         | Renato Rezende (BRA)        | 38.343 (2) | DNF (8)    | DNS (10)     | DNS (8)    | DNS (8)      | 36     |            |

#### Heat 2
| Placering | Namn                         | 1:a loppet | 2:a loppet   | 3:e loppet | 4:e loppet | 5:e loppet   | Totalt | Noteringar |
| --------- | ---------------------------- | ---------- | ------------ | ---------- | ---------- | ------------ | ------ | ---------- |
| 1         | Connor Fields (USA)          | 37.721 (1) | 38.350 (1)   | 38.025 (1) | Advanced   | Advanced     | 3      | Q          |
| 2         | Liam Phillips (GBR)          | 38.072 (2) | 38.625 (2)   | 38.301 (2) | Advanced   | Advanced     | 6      | Q          |
| 3         | Andrés Jiménez Caicedo (COL) | 38.753 (4) | 39.208 (3)   | 38.865 (4) | 38.581 (1) | 44.026 (5)   | 17     | q          |
| 4         | Rihards Veide (LAT)          | 39.489 (6) | 39.416 (4)   | 38.609 (3) | 39.508 (4) | 39.110 (2)   | 19     | q          |
| 5         | Tory Nyhaug (CAN)            | 38.610 (3) | 1:03.089 (7) | 39.949 (6) | 39.503 (3) | 38.808 (1)   | 20     |            |
| 6         | Moana Moo Caille (FRA)       | 39.191 (5) | 39.560 (5)   | 39.512 (5) | 38.705 (2) | 1:30.608 (6) | 23     |            |
| 7         | Jelle van Gorkom (NED)       | 39.691 (7) | 1:37.793 (8) | 42.707 (8) | 40.419 (5) | 40.096 (3)   | 31     |            |
| 8         | Maik Baier (GER)             | 40.558 (8) | 56.453 (6)   | 40.541 (7) | 46.131 (6) | 41.109 (4)   | 31     |            |

#### Heat 3
| Placering | Namn                     | 1:a loppet   | 2:a loppet | 3:e loppet | 4:e loppet | 5:e loppet | Totalt | Noteringar |
| --------- | ------------------------ | ------------ | ---------- | ---------- | ---------- | ---------- | ------ | ---------- |
| 1         | Marc Willers (NZL)       | 40.558 (1)   | 38.879 (2) | 38.467 (1) | Advanced   | Advanced   | 4      | Q          |
| 2         | Joris Daudet (FRA)       | 54.108 (4)   | 38.789 (1) | 38.644 (2) | Advanced   | Advanced   | 7      | Q          |
| 3         | David Herman (USA)       | DNF (8)      | 39.400 (3) | 39.373 (4) | 38.319 (1) | 39.005 (2) | 18     | q          |
| 4         | Roger Rinderknecht (SUI) | 54.108 (3)   | 39.901 (5) | 39.209 (3) | 39.844 (4) | 39.453 (3) | 18     | q          |
| 5         | Nicholas Long (USA)      | 1:46.734 (7) | 39.533 (4) | 39.379 (5) | 38.383 (2) | 38.428 (1) | 19     |            |
| 6         | Ernesto Pizarro (ARG)    | 1:20.748 (6) | 40.179 (6) | 39.905 (7) | 38.799 (3) | 40.141 (4) | 26     |            |
| 7         | Manuel de Vecchi (ITA)   | 53.365 (2)   | 41.499 (8) | 50.728 (8) | 40.342 (6) | 40.261 (5) | 29     |            |
| 8         | Daniel Caluag (PHI)      | 1:02.086 (5) | 40.763 (7) | 39.902 (6) | 40.342 (5) | 40.380 (6) | 29     |            |

#### Heat 4
| Placering | Namn                   | 1:a loppet | 2:a loppet | 3:e loppet | 4:e loppet   | 5:e loppet | Totalt | Noteringar |
| --------- | ---------------------- | ---------- | ---------- | ---------- | ------------ | ---------- | ------ | ---------- |
| 1         | Twan van Gendt (NED)   | 38.094 (1) | 38.190 (2) | 38.402 (4) | Advanced     | Advanced   | 7      | Q          |
| 2         | Māris Štrombergs (LAT) | 38.359 (2) | 40.353 (5) | 37.738 (1) | Advanced     | Advanced   | 8      | Q          |
| 3         | Sam Willoughby (AUS)   | 40.250 (4) | 37.856 (1) | 38.200 (3) | 38.840 (2)   | 59.499 (6) | 16     | q          |
| 4         | Carlos Oquendo (COL)   | DNF (8)    | 39.148 (4) | 37.976 (2) | 1:23.505 (6) | 38.167 (1) | 21     | q          |
| 5         | Luis Brethauer (GER)   | 43.391 (6) | 39.108 (3) | 39.435 (5) | 40.134 (4)   | 38.973 (4) | 22     |            |
| 6         | Arnaud Dubois (BEL)    | 40.179 (3) | 51.285 (8) | 40.003 (7) | 39.564 (3)   | 38.620 (3) | 24     |            |
| 7         | Brian Kirkham (AUS)    | 59.988 (7) | 48.026 (7) | 40.519 (8) | 38.158 (1)   | 38.475 (2) | 25     |            |
| 8         | Sifiso Nhlapo (RSA)    | 41.773 (5) | 40.539 (6) | 39.653 (6) | 40.377 (5)   | 39.835 (5) | 27     |            |

### Semifinaler

#### Semifinal 1
| Placering | Namn                         | 1:a loppet   | 2:a loppet | 3:e loppet | Totalt | Noteringar |
| --------- | ---------------------------- | ------------ | ---------- | ---------- | ------ | ---------- |
| 1         | Connor Fields (USA)          | 51.791 (4)   | 37.885 (1) | 37.736 (1) | 6      | Q          |
| 2         | Raymon van der Biezen (NED)  | 38.372 (1)   | 38.046 (2) | 38.948 (5) | 8      | Q          |
| 3         | Liam Phillips (GBR)          | 38.770 (2)   | 38.179 (3) | 38.509 (4) | 9      | Q          |
| 4         | Andrés Jiménez Caicedo (COL) | 40.730 (3)   | 38.882 (6) | 38.490 (3) | 12     | Q          |
| 5         | Edžus Treimanis (LAT)        | 51.856 (5)   | 39.125 (7) | 37.926 (2) | 14     |            |
| 6         | Quentin Caleyron (FRA)       | DNF (8)      | 38.392 (4) | 40.265 (6) | 18     |            |
| 7         | Rihards Veide (LAT)          | 53.670 (6)   | 38.640 (5) | 48.466 (7) | 18     |            |
| 8         | Khalen Young (AUS)           | 1:40.272 (7) | 45.520 (8) | DNS (10)   | 25     |            |

#### Semi-final 2
| Placering | Namn                     | 1:a loppet   | 2:a loppet | 3:e loppet   | Totalt | Noteringar |
| --------- | ------------------------ | ------------ | ---------- | ------------ | ------ | ---------- |
| 1         | Sam Willoughby (AUS)     | 38.059 (1)   | 37.542 (1) | 38.506 (3)   | 5      | Q          |
| 2         | Twan van Gendt (NED)     | 44.742 (5)   | 37.798 (2) | 38.046 (1)   | 8      | Q          |
| 3         | Māris Štrombergs (LAT)   | 41.856 (4)   | 37.995 (4) | 38.088 (2)   | 10     | Q          |
| 4         | Carlos Oquendo (COL)     | 39.236 (2)   | 37.542 (5) | 38.811 (4)   | 11     | Q          |
| 5         | David Herman (USA)       | 40.277 (3)   | 38.954 (6) | 48.205 (6)   | 15     |            |
| 6         | Joris Daudet (FRA)       | 45.702 (6)   | 37.990 (3) | 2:05.214 (7) | 16     |            |
| 7         | Roger Rinderknecht (SUI) | 52.320 (7)   | 40.070 (7) | 43.021 (5)   | 19     |            |
| 8         | Marc Willers (NZL)       | 1:34.759 (8) | 42.269 (8) | DNS (10)     | 26     |            |

### Final
| Placering | Namn                         | Tid      |
| --------- | ---------------------------- | -------- |
| 1         | Māris Štrombergs (LAT)       | 37.576   |
| 2         | Sam Willoughby (AUS)         | 37.929   |
| 3         | Carlos Oquendo (COL)         | 38.251   |
| 4         | Raymon van der Biezen (NED)  | 38.492   |
| 5         | Twan van Gendt (NED)         | 44.744   |
| 6         | Andrés Jiménez Caicedo (COL) | 53.377   |
| 7         | Connor Fields (USA)          | 1:03.033 |
| 8         | Liam Phillips (GBR)          | 2:11.918 |